# Rodzina Monet
Rodzina Monet – cykl siedmiu powieści young adult autorstwa polskiej pisarki Weroniki Marczak, wydawanych od 2022 do 2024 roku. Cykl przedstawia nastoletnie życie Hailie Monet, mieszkającej wraz ze swoim przyrodnim rodzeństwem w Pensylwanii w Stanach Zjednoczonych. Głównymi bohaterami cyklu są nastoletnia Hailie Monet oraz jej rodzeństwo: Vincent, William, Dylan, Tony i Shane.
Serię rozpoczyna powieść Rodzina Monet. Skarb, wydana 26 października 2022 roku, kończy zaś Rodzina Monet Diament II, która została wydana 27 marca 2024 roku. Wydawcą serii jest You&Ya, imprint wydawnictwa Muza.
Pierwszy tom cyklu jest przeznaczony dla osób powyżej 13. roku życia, a wszystkie inne dla osób powyżej 16. roku życia ze względu na liczne przekleństwa, przemoc, opisy scen seksualnych i nieobyczajne zachowania.

## Lista powieści
| Nr | Tytuł                        | Data premiery        |
| -- | ---------------------------- | -------------------- |
| 1. | Rodzina Monet. Skarb         | 26 października 2022 |
| 2. | Rodzina Monet. Królewna cz.1 | 25 stycznia 2023     |
| 3. | Rodzina Monet. Królewna cz.2 | 22 lutego 2023       |
| 4. | Rodzina Monet. Perełka cz.1  | 17 maja 2023         |
| 5. | Rodzina Monet. Perełka cz.2  | 14 czerwca 2023      |
| 6. | Rodzina Monet. Diament cz.1  | 25 października 2023 |
| 7. | Rodzina Monet. Diament cz.2  | 27 marca 2024        |

## Powstanie i publikacja
Pierwszy tom „Rodzina Monet. Skarb” został napisany już w 2019 roku i został udostępniony czytelnikom 5 lipca 2019 roku za pośrednictwem serwisu Wattpad. Powieść stała się jedną z najpopularniejszych książek w tym serwisie i przebiła próg 4,8 milionów przeczytań. Później za pośrednictwem tego samego serwisu, autorka opublikowała drugi tom „Rodzina Monet. Królewna” i trzeci „Rodzina Monet. Perełka”, aż do daty premiery wersji papierowej pierwszego tomu cyklu, kiedy to drugi tom, trzeci tom i większa część tomu pierwszego zostały usunięte z serwisu Wattpad. Później w 2023 roku, autorka publikowała rozdziały tomu czwartego również za pośrednictwem serwisu Wattpad, lecz zostały one usunięte z internetu kilka dni przed premierą. Tom IV w serwisie Wattpad został wyświetlony ponad 7,2 milionów razy.

## Sukces komercyjny
Już premiera pierwszej części, Rodziny Monet była dużym sukcesem komercyjnym. Utwór uzyskał nominację do Bestsellerów Empiku w kategorii książek Young Adult w 2022 roku, a autorka została laureatką nagrody „Pisarka roku” za napisanie cyklu. Cykl był również nominowany w plebiscycie portalu Lubimy Czytać, w kategorii literatura młodzieżowa. Sprzedaż sześciu książek z cyklu przekroczyła 100 tysięcy egzemplarzy. Popularność cyklu była komentowana w mediach, np. na łamach Polityki czy Gazety Wyborczej.

## Fabuła
Cykl przedstawia historię nastoletniej Hailie Monet, której mama i babcia giną w wypadku samochodowym. Jej nowym opiekunem prawnym zostaje jej 28-letni przyrodni brat, Vincent, o którym wcześniej nie wiedziała. Dziewczyna przenosi się z Anglii do Stanów Zjednoczonych, odkrywając, że ma  jeszcze czterech przyrodnich braci i próbuje odnaleźć się w nowej rzeczywistości.